# Pteroptrix longiclava
Pteroptrix longiclava är en stekelart som först beskrevs av Girault 1915.  Pteroptrix longiclava ingår i släktet Pteroptrix och familjen växtlussteklar. Inga underarter finns listade i Catalogue of Life.